# Campionatul Mondial de Handbal Masculin din 1982
A 10-a ediție a Campionatului Mondial de Handbal Masculin s-a desfășurat în perioada 23 februarie-7 martie 1982 în RFG. Echipa URSS a câștigat campionatul după ce a învins în finală echipa Iugoslaviei cu scorul de 30 - 27 și a devenit pentru prima dată campioană mondială.

## Clasament final
| Poz. | Echipă            |
| ---- | ----------------- |
| 1    | Uniunea Sovietică |
| 2    | Iugoslavia        |
| 3    | Polonia           |
| 4    | Danemarca         |
| 5    | România           |
| 6    | Germania de Est   |
| 7    | Germania de Vest  |
| 8    | Spania            |
| 9    | Ungaria           |
| 10   | Cehoslovacia      |
| 11   | Suedia            |
| 12   | Elveția           |
| 13   | Cuba              |
| 14   | Japonia           |
| 15   | Kuweit            |
| 16   | Algeria           |

## Legături externe
Materiale media legate de Campionatul Mondial de Handbal Masculin din 1982 la Wikimedia Commons
- en  Campionatul Mondial din 1982 la Federația Internațională de Handbal